# Helianthus laetiflorus
Espèce
Helianthus laetiflorus, le Tournesol vivace, est une espèce de plante à fleurs de la famille des Astéracées. Cette espèce est considérée par beaucoup d'auteurs comme un hybride H. rigidus x tuberosus .

## Liste des formes
Selon Tropicos (5 octobre 2014) (Attention liste brute contenant possiblement des synonymes) :
- forme Helianthus laetiflorus fo. rigidus (Cass.) B. Boivin